# Lestiou
Lestiou ist eine französische Gemeinde mit 288 Einwohnern (Stand: 1. Januar 2022) im Département Loir-et-Cher in der Region Centre-Val de Loire; sie gehört zum Arrondissement Blois und zum Kanton La Beauce. Die Einwohner werden Gobions genannt.

## Geographie
Die Gemeinde Lestiou liegt an der Grenze zum Département Loiret, etwa 26 Kilometer nordöstlich von Blois am Rande der Beauce. Umgeben wird Lestiou von den Nachbargemeinden Tavers im Norden und Osten, Avaray im Süden, Séris im Westen und Nordwesten sowie Laveau im Nordwesten.

## Bevölkerungsentwicklung
| Jahr                       | 1962 | 1968 | 1975 | 1982 | 1990 | 1999 | 2006 | 2012 | 2021 |
| -------------------------- | ---- | ---- | ---- | ---- | ---- | ---- | ---- | ---- | ---- |
| Einwohner                  | 144  | 144  | 141  | 173  | 193  | 203  | 248  | 273  | 285  |
| Quellen: Cassini und INSEE |      |      |      |      |      |      |      |      |      |

## Sehenswürdigkeiten
- Kirche Saint-Sulpice

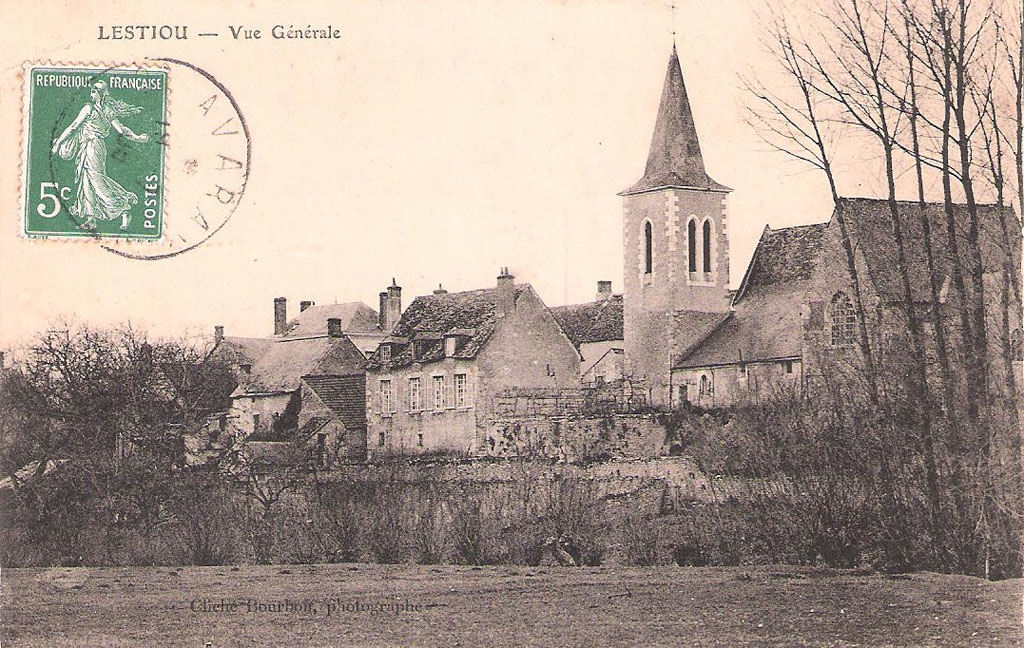
Lestiou auf einer Postkarte aus dem Jahr 1908